# Spider-Man 3
Spider-Man 3 és una pel·lícula de superherois nord-americana de 2007 basada en elpersonatge de Marvel Comics Spider-Man. Va ser dirigit per Sam Raimi a partir d'un guió de Raimi, el seu germà gran Ivan i Alvin Sargent. És l'última entrega de la trilogia Spider-Man de Raimi. La pel·lícula és protagonitzada per Tobey Maguire com Peter Parker / Spider-Man, al costat de Kirsten Dunst, James Franco, Thomas Haden Church, Topher Grace, Bryce Dallas Howard, James Cromwell, Rosemary Harris i J. K. Simmons. La pel·lícula també marca l'última aparició cinematogràfica de Cliff Robertson abans de la seva jubilació i mort el 2011. Ambientada un any després dels esdeveniments de Spider-Man 2, la pel·lícula segueix a Peter Parker mentre es prepara per al seu futur amb Mary Jane Watson, mentre s'enfronta a tres nous vilans: el veritable assassí de l'oncle Ben, Flint Marko, que es converteix en Sandman després d'un accident estrany; Harry Osborn, el seu antic amic, que ara és conscient de la identitat de Peter i busca venjar el seu pare; i Eddie Brock, un fotògraf rival. En Peter també s'enfronta al seu repte més gran quan s'uneix amb un simbiòta extraterrestre (Venom) que augmenta les seves habilitats però treu la seva ira i altres trets negatius. S'ha subtitulat al català.
Spider-Man 3 es va estrenar el 16 d'abril de 2007 a Tòquio i es va estrenar als Estats Units tant als cinemes convencionals com a IMAX el 4 de maig de 2007. La pel·lícula va recaptar 894,9 milions de dòlars a tot el món, la qual cosa la va convertir en la pel·lícula més taquillera de la trilogia., la tercera pel·lícula més taquillera del 2007 i va ser la pel·lícula de Spider-Man més taquillera fins que va ser superada per Spider-Man: Far From Home l'any 2019. A diferència de les entregues anteriors, Spider-Man 3 va rebre crítiques diverses de la crítica, que van elogiar les seqüències d'acció i els efectes visuals, però es van polaritzar sobre la trama i el ritme, alhora que van criticar el nombre de vilans de la pel·lícula, sobretot Venom. La narració percebuda sobre-poblada es va atribuir més tard a interferències d'estudi i diferències creatives entre Sony, Raimi i Arad. Una versió revisada de la pel·lícula anomenada Spider-Man 3: Editor's Cut es va publicar per a entreteniment domèstic i descàrrega digital el 13 de juny de 2017.

## Argument
Peter Parker té previst proposar una proposta a Mary Jane Watson, que ha fet el seu debut musical a Broadway. A Central Park, un meteorit aterra a prop dels dos, i un simbiote extraterrestre segueix en Peter fins al seu apartament enganxant-se a la seva moto. Harry Osborn, sabent que Peter és Spider-Man, pretén venjar la mort del seu pare. Utilitzant el gas que millora el rendiment del seu pare i la tecnologia Green Goblin, lluita en Peter fins a un eventual estancament, desenvolupant una amnèsia parcial. Mentrestant, la policia persegueix el condemnat fugat Flint Marko, que visita la seva dona i la seva filla malalta abans de fugir. Caient en un accelerador de partícules experimental que fusiona el seu cos amb la sorra que l'envolta, adquireix l'habilitat de controlar i reformar el seu cos amb sorra, convertint-se en Sandman .
Durant un festival en honor a Spider-Man per salvar la vida de Gwen Stacy, en Peter la fa un petó per agradar a la multitud, enfadant Mary Jane. Aleshores, en Marko roba un camió blindat i escapa després de derrotar a Spider-Man. El capità de la policia de Nova York George Stacy, el pare de Gwen, informa en Peter i la seva tia May que Marko és el veritable assassí de l'oncle Ben ; el difunt Dennis Carradine era el còmplice de Marko. Al seu apartament, mentre en Peter dorm amb el seu vestit d'Spider-Man mentre espera que Marko surti de l'amagatall, el simbiòte assimila el vestit. En Peter es desperta a dalt d'un edifici, descobrint que el simbiota li ha acolorit el vestit de negre i ha millorat els seus poders; tanmateix, també treu parts més fosques de la seva personalitat.
Spider-Man localitza i lluita contra Marko en un túnel del metro. Descobrint que l'aigua és la debilitat de l'home de sorra, obre una canonada, alliberant aigua que redueix en Marko a fang i se l'emporta. El canvi de comportament de Peter aliena a Mary Jane, que també va rebre crítiques negatives de la crítica. Comparteix un moment tendre amb en Harry, però se'n va lamentada. Animat per una al·lucinació del seu pare, en Harry es recupera de la seva amnèsia i obliga a Mary Jane a trencar amb Peter. Més tard, Harry es troba amb en Peter i li diu que Mary Jane l'estima. Sota la influència del simbiota, en Peter s'enfronta a Harry i afirma amb rencor que el seu pare mai l'ha estimat. Quan en Peter marxa després d'una baralla posterior, en Harry li llança una bomba de carbassa; En Peter la desvia cap enrere, desfigurant la cara d'en Harry.
Al Daily Bugle, Peter exposa el fotògraf rival Eddie Brock, les fotos falses del qual incriminen Spider-Man. L'editor J. Jonah Jameson acomiada Brock i promociona Peter a fotògraf personal. Més tard, en Peter porta la Gwen a un club de jazz on ara treballa la Mary Jane. Per intentar posar-la gelosa, en Peter interromp l'actuació de Mary Jane i balla amb la Gwen davant d'ella. La Gwen, adonant-se d'això, demana disculpes a Mary Jane i se'n va. Després d'haver agredit els porters i colpejar accidentalment a Mary Jane, en Peter s'adona que el simbiòte l'està corrompent. Retirant-se al campanar d'una església i adonant-se que els sons del metall ressonant debiliten la criatura, en Peter elimina el simbiot. Brock, que es troba a la mateixa església, es converteix en el nou amfitrió del simbionte.
Com a Venom, en Brock localitza un Marko que encara viu i el convenç d'unir forces per matar l'home aranya. Brock segresta Mary Jane i la manté captiva d'una xarxa en una obra de construcció, amb la intenció de matar-la com a venjança perquè Peter l'arruïnés, mentre en Marko manté la policia a ratlla. Després que en Harry es nega a ajudar en Peter, el majordom d'en Harry revela que la mort d'en Norman no va ser culpa de l'home aranya. Mentre en Brock i en Marko clava en Peter, Harry arriba per ajudar en Peter i salvar Mary Jane. Brock intenta empalar en Peter amb el planador d'en Harry, però en Harry salta i és empalat. En Peter, recordant la debilitat del simbiòte, munta un perímetre de tubs metàl·lics per crear un atac sonor, debilitant-lo i permetent en Peter separar en Brock del simbiot.
En Peter activa una bomba de carbassa i la llança al simbionte sense hoste. Brock, convertit en addicte a la seva influència, intenta salvar el simbiote, i tots dos es vaporitzen. En Marko explica que la mort d'en Ben va ser un accident que l'ha perseguit i que tot el que ha fet ha estat per ajudar a la seva filla; En Peter perdona en Marko, permetent-li escapar. En Harry i en Peter es reconcilien abans que Harry mor per les seves ferides. Després del funeral d'en Harry, en Peter visita la Mary Jane al club de jazz. S'abracen i comparteixen un ball.

## Repartiment
- Tobey Maguire com a Peter Parker / Spider-Man : un superheroi, un brillant estudiant de física a la Universitat de Colúmbia i fotògraf del Daily Bugle. A mesura que es torna arrogant amb la ciutat que comença a abraçar-lo per primera vegada a la seva carrera, un simbiote alienígena s'enganxa a la disfressa d'en Peter i influeix en el seu comportament per pitjor. Maguire va dir que li va agradar l'oportunitat d'interpretar un Peter menys tímid en aquesta pel·lícula.[2]
- Kirsten Dunst com a Mary Jane Watson : xicota de Peter Parker i actriu de Broadway, a qui estima des de la infància. Mary Jane té una sèrie de mala sort a la pel·lícula, que recorda la desgràcia d'en Peter a Spider-Man 2, lluitant en la seva carrera a causa de les crítiques negatives i perdent la seva amiga quan el simbiota se'l fa càrrec. Church worked out for sixteen months to improve his physique for the role,
- James Franco com a Harry Osborn / New Goblin : el fill de Norman Osborn i el millor amic de Peter Parker, que creu que Spiderman va assassinar el seu pare. Després de saber que Peter és Spider-Man i que Norman era el Goblin Verd, en Harry es converteix en el Nou Goblin per lluitar directament contra el seu antic amic.

"Els vilans amb consciència tenen aquesta trista comprensió de qui són i del monstre en què s'han convertit; hi ha una sensació de penediment. Així que al final d'aquestes pel·lícules hi ha una ressonància dramàtica que realment es queda amb el públic".
—Thomas Haden Church on Sandman
- Thomas Haden Church com a Flint Marko / Sandman : un matonista petit que té una dona i una filla malalta, a les quals roba diners per ajudar-lo a rebre el tractament per curar-la. Es transforma en l'home de sorra després d'un accident estrany i provoca la ira de Peter quan Peter s'assabenta que era el veritable assassí del seu oncle Ben. Church va ser abordat per Sandman a causa de la seva actuació premiada a la pel·lícula Sideways,[2] i va acceptar el paper malgrat la manca d'un guió en aquell moment. L'home de sorra de la pel·lícula posseeix la simpatia mostrada de manera similar per Lon Chaney Jr. en les seves representacions de criatures incomprenses, així com el monstre de Frankenstein, el Golem,[3] iRetrats d' Andy Serkis de Gollum i King Kong. Church va treballar durant setze mesos per millorar el seu físic per al paper, guanyant 28 lliures de múscul i perdent deu lliures de greix.[4]
- Topher Grace com Edward "Eddie" Brock Jr. / Venom : el rival de Peter al Daily Bugle. Peter l'exposa per crear una imatge falsa d'Spider-Man, i aprofita l'oportunitat per venjar-se quan s'uneix amb un simbiot extraterrestre. Grace havia impressionat els productors amb la seva actuació a la pel·lícula In Good Company. Un gran aficionat als còmics que va llegir les primeres històries de Venom quan era nen,[5] Grace va passar sis mesos entrenant-se per preparar-se per al paper, guanyant vint-i-quatre lliures de múscul. Va abordar el personatge com algú sota la influència, semblant a un alcohòlic o addicte a les drogues,[6] i el va interpretar com una mala infància, que és la diferència clau entre ell i en Peter.[5] La Grace va trobar el seu vestit desagradable, ja que s'havia d'untar constantment per donar-li una sensació líquida. La disfressa va trigar una hora a posar-se, tot i que les pròtesis van trigar quatre hores a aplicar-se. Grace també portava ullals, que li van fer mal les genives.[6]
- Bryce Dallas Howard com a Gwen Stacy : la companya de laboratori de Peter. Li demana que faci vergonya a Mary Jane mentre està posseïda pel simbiota. Howard va dir que el repte d'interpretar el paper era recordar a molts fans el personatge de bon caràcter que va ser el primer amor de Peter als còmics, però va ser "l'altra dona" de la pel·lícula. Howard es va esforçar per crear la sensació que Gwen podria ser una futura núvia per a ell, i que "no estava actuant com una mena de pastís robador d'homes".[7] Howard va realitzar moltes de les seves acrobàcies, sense saber que estava embarassada de diversos mesos.
- James Cromwell com el capità George Stacy : el pare de Gwen i un capità del departament de policia de la ciutat de Nova York.

Rosemary Harris com a May Parker : la tia de Peter Parker i la vídua de Ben Parker, l'oncle de Peter. Li dona a Peter el seu anell de compromís perquè pugui proposar la seva proposta a Mary Jane i li dona lliçons de perdó.
- J. K. Simmons com J. Jonah Jameson: el cap agressiu del Daily Bugle. Té una aversion particular cap a Spider-Man, a qui considera un criminal.

Diversos actors repeteixen els seus papers de les pel·lícules anteriors. Dylan Baker interpreta el doctor Curt Connors, un professor de física universitari amb qui estudia Peter Parker, mentre que Willem Dafoe interpreta Norman Virgil Osborn / Green Goblin, el pare d'Harry, que torna com una al·lucinació per animar el seu fill a destruir Spider-Man, i Cliff. Robertson apareix com Ben Parker, l'oncle difunt de Peter en la seva última aparició com a actor abans de la seva jubilació i mort el 2011. Bill Nunn, Ted Raimi, Michael Papajohn, John Paxton i Elizabeth Banks tornen com a Joseph "Robbie" Robertson, un empleat de molt de temps al Daily Bugle, Ted Hoffman, també un empleat de fa molt temps del Daily Bugle, Dennis Carradine, el robatori de cotxes que es creia que havia assassinat l'oncle Ben, Bernard Houseman, majordom de la família Osborn i Betty Brant, la recepcionista de el Daily Bugle per a J. Jonah Jameson, respectivament. Elya Baskin també torna a interpretar el senyor Ditkovitch, el propietari de Peter, mentre que Mageina Tovah torna a interpretar la seva filla Ursula. Joe Manganiello rep el seu paper de Flash Thompson de la primera pel·lícula en un cameo. Becky Ann Bakerapareix com la senyora Stacy. Theresa Russell i Perla Haney-Jardine apareixen com a Emma i Penny Marko, la dona i la filla de Sandman respectivament.
El co-creador de Spider-Man, Stan Lee, té un cameo a Spider-Man 3, com ho va fer a les anteriors pel·lícules de Spider-Man, a les quals es va referir com el seu "millor cameo". L'actor Bruce Campbell, que va fer un cameo com a locutor de lluita lliure a Spider-Man i com a rude introductor a Spider-Man 2, torna a Spider-Man 3 amb un nou cameo com a mestre francès. Originalment el seu personatge, que ajuda a Peter a intentar proposar-ho, era molt més antagònic. El compositor Christopher Young apareix a la pel·lícula com a pianista al teatre de Mary Jane quan és acomiadat, mentre que el productorGrant Curtis va fer un cameo com el conductor d'un cotxe blindat que Sandman ataca. L'humorista Dean Edwards va interpretar un dels lectors de diaris que va dir malament a Spiderman. El presentador de notícies Hal Fishman, de 75 anys, apareix com ell mateix ancorant la saga del segrest de Mary Jane per Venom; va morir només catorze setmanes després de l'estrena de la pel·lícula. L'actriu Lucy Gordon va aparèixer com a presentadora de notícies Jennifer Dugan.

## Producció
El desenvolupament de Spider-Man 3 va començar immediatament després del llançament reeixit de Spider-Man 2 per a un llançament el 2007. Durant la preproducció, Raimi originalment volia dos dolents, Harry Osborn i Sandman. A petició del productor Avi Arad, va afegir Venom a la llista i els productors també van sol·licitar la incorporació de Gwen Stacy. El rodatge principal de la pel·lícula va començar el gener de 2006 i va tenir lloc a Los Angeles i Cleveland abans de traslladar-se a la ciutat de Nova York des de maig fins a juliol de 2006. Es van fer captures addicionals després d'agost i la pel·lícula es va acabar l'octubre de 2006. Durant el postproducció, Sony Pictures Imageworks va crear més de 900 plans d'efectes visuals. Amb un pressupost de producció estimat de 258 a 350 milions de dòlars, va ser la pel·lícula més cara que s'ha fet mai en el moment de la seva estrena.

## Seqüeles
Una quarta entrega, titulada Spider-Man 4, s'havia d'estrenar el 6 de maig de 2011, seguida d'una pel·lícula derivada de Venom, però totes dues es van cancel·lar a causa de la retirada de Raimi per diferències creatives amb els guionistes i productors.
La sèrie de pel·lícules de Spider-Man es va reiniciar dues vegades; primer amb The Amazing Spider-Man (2012) de Marc Webb i protagonitzat per Andrew Garfield; i més tard una nova sèrie de pel·lícules ambientada dins del Marvel Cinematic Universe (MCU) dirigida per Jon Watts i protagonitzada per Tom Holland, començant per Spider-Man: Homecoming (2017) i seguida de Spider-Man: Far From Home (2019). Maguire, Church i Garfield van repetir els seus papers a la pel·lícula del Marvel Cinematic Universe Spider-Man: No Way Home (2021), segona seqüela de Homecoming que tractava el concepte del multivers i vinculava les franquícies Raimi i Webb amb l'Univers Cinematic Marvel.
El spin-off de Venom va ser reviscut el 2016 per Sony i es va publicar l'octubre de 2018 com a Venom.